# زلزال جزيرة كيكاي 1911
زلزال جزيرة كيكاي 1911 هو زلزالٌ وقعَ في جزيرة كيكاي ‏ في اليابان بتاريخ 15 يونيو 1911.